# Verrucaria elaeomelaena
Verrucaria elaeomelaena är en lavart som först beskrevs av A. Massal., och fick sitt nu gällande namn av Johann Franz Xaver Arnold. Verrucaria elaeomelaena ingår i släktet Verrucaria och familjen Verrucariaceae.   Inga underarter finns listade i Catalogue of Life.